# Witbrauwbuulbuul
De witbrauwbuulbuul (Pycnonotus luteolus) is een zangvogel uit de familie van de buulbuuls.

## Verspreiding en leefgebied
Deze soort komt voor in India en Sri Lanka en telt twee ondersoorten:
- P. l. luteolus: centraal en zuidelijk India.
- P. l. insulae: Sri Lanka.

## Status
De grootte van de populatie is niet gekwantificeerd maar de soort wordt omschreven als talrijk. Op de Rode lijst van de IUCN heeft deze soort de status niet bedreigd.